# Зуево (Островский район)
Зуево — деревня в Горайской волости Островского района Псковской области.
Расположена в 30 км к югу от города Остров, в 11 км к югу от волостного центра, деревни Крюки и в 5 кс к югу от деревни Гораи.
Постоянное население по состоянию на 2000 год в деревне отсутствовало.